# 101 dálmatas: la serie
101 dálmatas: la serie es una serie de animación, producida por Walt Disney Television Animation y Jumbo Pictures, basada en la película 101 dálmatas. Tuvo dos temporadas, y fue transmitida originalmente entre septiembre de 1997 y marzo de 1998.

## Sinopsis
La serie se centra sobre el destino de Roger y Anita, propietarios de 101 Dálmatas, están de acuerdo para ir al campo. Su jaula es demasiado grande y empieza a ser agotador vivir con los perros en una pequeña casa en el centro de Londres. Con valentía en todas las responsabilidades que les ayuda a Nanny, pero aún no es suficiente hacer sus lugares. Por desgracia, la jugada no le gustaba a los personajes principales, que son cachorros - Lucky, Cadpig y Rolly. Con el tiempo, Spot también se une a un lugar de pollo loco. Los Cachorros en el tiempo acostumbrarse a la nueva casa y vivir en una granja. Desafortunadamente, sin embargo, es una vida desagradable para la feliz sistemáticamente Cruella De Vil (y sus ayudantes, Horacio y Gaspar), que a cualquier precio que quiere tomar la propiedad de Roger y Anita. Esta granja se encuentra en la derecha hecho cerca del castillo, donde vive.

## Personajes
- Lucky: Es un perro aventurero y simpático. Lucky es como el líder del grupo y tiene una aguda conciencia de sí mismo.
- Cadpig: Es una cachorrita de pequeño tamaño inteligente, emocional y temperalmental. En algunos doblajes de la serie, ella es llamada Penny (nombre de otra cachorra de la película original).
- Rolly: Es un perro gordo que ama apasionadamente comer. Por otra parte, se olvida de todo lo que le rodea.
- Spot: Es una gallina que querría ser un perro. Ella es muy pesimista y paranoica. Se considera como la voz de la razón, pero sin admitir que a menudo simplemente da una reacción exagerada.
- Dumpling: Es una cerdita quien es la hija de Alcalde Ed.

## Reparto
- Pamela Adlon: Lucky
- Kath Soucie: Cadpig, Rolly, Anita
- Tara Strong: Spot
- April Winchell: Cruella De Vil
- David Lander: Horacio
- Jeff Bennett: Roger
- Michael McKean: loro feroz
- Charlotte Rae: Nanny
- Pam Dawber: Perdita
- Kevin Schon: Pongo
- Jim Cummings: Voces adicionales
- Frank Welker: Scorch / Steven el lagarto

### Doblaje al español neutro
- Kalimba Marichal: Lucky
- Cristina Hernández (algunos eps.) Gaby Ugarte (voz base): Cadpig
- Alan Fernando Velázquez (voz base) Isabel Martiñón (algunos eps): Rolly
- Nancy McKenzie: Cruella De Vil
- Arturo Mercado: Roger
- Cony Madera: Anita
- Sylvia Garcel: Nanny
- Ismael Castro: Teniente Pug
- Carlos Segundo: Horacio
- Humberto Vélez: Gaspar
- Herman López: Alcalde Ed

## Emisión
La serie se emitió a partir del 1 de septiembre de 1997, la estación de ABC en el programa de la tarde. Dos semanas más tarde la serie se trasladó a la mañana del sábado. En agosto de 1998, el último episodio salió al aire.